# Swishzone.com
Swishzone.com – australijska firma produkująca serię oprogramowania Swish do tworzenia interaktywnych, multimedialnych prezentacji w formacie Adobe Flash.